# Stéphane Bak

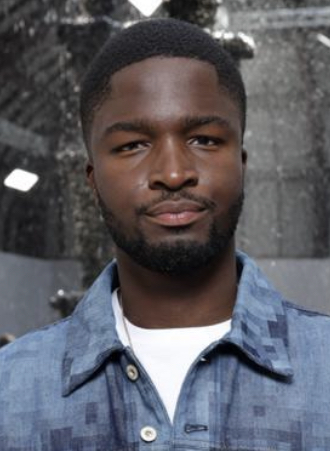
Stéphane Bak (2023)

Stéphane Bak (* 19. September 1996 in Le Blanc-Mesnil, Département Seine-Saint-Denis) ist ein kongolesisch- französischer Komiker und Schauspieler.

## Leben
Bak wurde in der nordöstlich von Paris gelegenen Stadt Le Blanc-Mesnil in der Region Île-de-France geboren. Sein Vater arbeitet als Auslieferungsfahrer, seine Mutter als Rezeptionistin. Er wuchs mit vier Geschwistern auf. Die Familie ist kongolesischer Herkunft. Ab 2010 begann er mit ersten Auftritten als Komiker. Er trat in eigenen Shows in kleinen Theatern auf, mit Zunahme des Publikums trat er in größeren Veranstaltungsorten wie dem Le Grand Rex auf. 2011 wurde er aufgrund seiner Tätigkeit als Komiker von der Schule ausgeschlossen und musste über Fernkurse seinen Schulabschluss erlangen. 2012 galt er offiziell als jüngster Komiker Frankreichs. Aufgrund seiner beruflichen Tätigkeit als Komiker bekam er von der französischen Regierung die Ausnahmeregelung, bereits mit 14 Jahren einen Vollzeitjob ausüben zu dürfen.
Aufgrund zunehmender Popularität begann er 2012 mit Tätigkeiten als Schauspieler. 2013 hatte er eine Nebenrolle in dem Film Große Jungs – Forever Young. 2014 folgte eine größere Rolle in dem Spielfilm Die Schüler der Madame Anne. 2019 hatte er eine der Hauptrollen in der deutschen Filmproduktion Roads inne.

## Filmografie
- 2012: Bref. (Fernsehserie, Episode 2x06)
- 2012: Bref, je crois que je suis raciste!!! (Kurzfilm)
- 2013: Große Jungs – Forever Young (Les gamins)
- 2013: School Camp – Fies gegen mies (Les Profs)
- 2014: Enfin te voilà! (Fernsehserie)
- 2014: Die Schüler der Madame Anne (Les héritiers)
- 2015: 99 Souls Ft. Destiny’s Child & Brandy: The Girl Is Mine (Kurzfilm)
- 2016: Elle
- 2016: L'outsider
- 2016: Der Himmel wird warten (Le ciel attendra)
- 2017: Seuls
- 2018: Lieben und Lügen (Thanksgiving) (Fernsehserie, 3 Episoden)
- 2018: The Mercy of the Jungle
- 2019: Abschied von der Nacht (L’adieu à la nuit)
- 2019: Roads
- 2021: The French Dispatch
- 2021: Tokio bebt (Tokyo Shaking)
- 2022: November (Novembre)
- 2022: Un petit frère
- 2023: Les âmes sœurs